# Albinețul Nou, Fălești
Albinețul Nou este un sat din cadrul comunei Albinețul Vechi din raionul Fălești Republica Moldova.

## Etimologie
Satul a fost denumit prin opoziție onimică cu denumirea satului mai vechi Albineț.